# Martin Mimoun
Martin Mimoun (* 11. Juni 1992 in Compiègne) ist ein französischer ehemaliger Fußballspieler.

## Karriere
Mimoun, der der Großneffe des Olympiasiegers Alain Mimoun ist, wurde als Jugendlicher im INF Clairefontaine ausgebildet. Von dort aus wechselte er zum französischen Spitzenklub Paris Saint-Germain. Ohne in Paris jemals für die erste oder zweite Mannschaft aufgelaufen zu sein, ging er 2010 als 18-Jähriger zum Stade Laval, wo er für die Reservemannschaft vorgesehen war. Obwohl er auch in der Saison 2011/12 nicht dem Profikader angehörte, gelang ihm am 30. März 2012 beim 2:3 gegen den SC Bastia sein Zweitligadebüt, wobei er in der 78. Minute eingewechselt wurde. In der folgenden Spielzeit wurde er in der ersten Mannschaft nicht weiter berücksichtigt, bis er im Januar 2013 seinen ersten Profivertrag unterschrieb. Wenige Tage später wurde er an den Drittligisten US Quevilly verliehen. Mimoun avancierte bei dem normannischen Verein zum Stammspieler.
Im Sommer 2013 kehrte er nach Laval zurück und war zunächst wieder Bestandteil der Reservemannschaft, doch zu Beginn des Jahres 2014 schaffte er den Sprung in die Zweitligaelf und konnte für diese einige Partien bestreiten. Der Abstieg konnte am Saisonende knapp abgewendet werden.